# 通備武學
通備武學，又稱馬氏通備武學、通備拳，中國傳統武學體系，由民國時期的馬鳳圖創立，以鹽山劈掛掌、八極拳、翻子拳、戳腳拳為拳技核心，融合長拳與短打，特徵為「通備勁」，主要流行於中國西北。現今中華人民共和國甘肅省等西北省份，在參加國術競賽時，經常以此拳為特色。

## 概論
通備武學源自鹽山潘文學，宗旨為「通神達化，備萬貫一；理象會通，體用具備」。

## 歷史
通備武學起源自河北滄州通臂拳，最早在清乾隆年間，滄州鹽山的左寶梅向一位姓韓的道人學得通臂拳，之後在地方教授。其徒潘文學，任滄州教諭時，主掌鹽山書院。受顏李學派思想影響，他將書院分為文武二科，在武科中教授劈掛拳。他首次提出「外為通臂，內為通備」以及「通神達化，備萬貫一；理象會通，體用具備」的思想，主張融通武學。李雲標與蕭和成為其武學的二大弟子。李雲標首創將劈掛掌與八極拳融合的拳風，由八極拳為近身短打，以劈掛掌遠攻抽打。李文標在捻亂中作戰身亡，繼承其武學的黃林彪又傳授給馬鳳圖及李書文等人。
1910年，馬鳳圖與葉雲表在天津成立中華武士會，廣召北方武術名家加入。馬鳳圖在此時首次將其武術稱為通備拳。1926年，與張之江在張家口創辦新武術研究會，編寫出風磨棍、破锋八刀及劈掛拳第三路飛虎拳等，教授給西北軍。1926年，隨國民革命軍進入西北，任職於甘肅省政府，此後定居於此，在西北師院教拳。其弟馬英圖，於1928年受聘於南京中央國術館，在此教授劈掛掌及苗刀等。
在中華人民共和國建立後，馬鳳圖以中醫為生。其武學在文化大革命時一度中斷，在文化大革命後，由其子馬明達等人重新復興。

## 代表人物
主要由馬鳳圖四子馬穎達、馬賢達、馬令達、馬明達，以及其門徒所傳播。

## 外部連結
- 台灣台北市通備武學協會 （页面存档备份，存于）